# Diplotaxis
Diplotaxis és un gènere de plantes amb flors de la família Brassicàcia. El gènere conté de 30 a 35 espècies. La més coneguda és la ravenissa (Diplotaxis erucoides). El gènere és originari de la regió mediterrània i la Macaronèsia; la major diversitat es troba al nord-oest d'Àfrica i el Cap Verd. Són plantes anuals o perennes, herbàcies o subarbustives. La majoria de les espècies tenen les flors grogues però algunes les tenen blanques.

## Taxonomia
A les nostres contrades són autòctones les espècies següents:Diplotaxis harra, D. erucoides, D. tenuifolia, D. viminea, D. catholica, D. virgata i D. muralis. Algunes espècies com D. tenuifolia, tenen les fulles comestibles i de gust similar a la ruca (Eruca sativa).
Algunes espècies són:
- Diplotaxis acris (Forssk.) Boiss.
- Diplotaxis antoniensis Rustan
- Diplotaxis assurgens (Delile) Thell.
- Diplotaxis berthautii Braun-Blanq. i Maire
- Diplotaxis brevisiliqua (Coss.) Mart.-Laborde
- Diplotaxis catholica (L.) DC.
- Diplotaxis cossoniana (Reut. ex Boiss.) O.E.Schulz
- Diplotaxis decumbens (A.Chev.) Rustan & L.Borgen
- Diplotaxis duveyrieriana Coss.
- Diplotaxis episcopalia (L.) DC.
- Diplotaxis erucoides(L.) DC.   (syn. D. valentina Pau) – ravenissa blanca
- Diplotaxis glauca (J.A.Schmidt) O.E.Schulz
- Diplotaxis gorgadensis Rustan
- Diplotaxis gracilis (Webb) O.E.Schulz
- Diplotaxis griffithii (Hook.f. i Thomson) Boiss.
- Diplotaxis harra (Forssk.) Boiss.
- Diplotaxis hirta (A.Chev.) Rustan & L.Borgen
- Diplotaxis ibicensis (Pau) Gómez-Campo
- Diplotaxis lagascana DC.
- Diplotaxis muralis (L.) DC.   –
- Diplotaxis ollivieri Maire
- Diplotaxis pitardiana Maire
- Diplotaxis scaposa DC.
- Diplotaxis siettiana Maire
- Diplotaxis siifolia Kunze
- Diplotaxis simplex (Viv.) Spreng.
- Diplotaxis sundingii Rustan
- Diplotaxis tenuifolia (L.) DC.    (syn. Sisymbrium tenuifolium L.) - crèspol, ravenissa de fulla menuda
- Diplotaxis tenuisiliqua Delile
- Diplotaxis varia Rustan
- Diplotaxis villosa Boulos & W.Jallad
- Diplotaxis viminea (L.) DC.
- Diplotaxis vicentina (Cout.) Rothm.
- Diplotaxis virgata (Cav.) DC. - caps blancs
- Diplotaxis vogelii (Webb) Cout.